# Пейдж, Джорджия
Джорджия Пейдж (англ. Georgia Page, родилась 21 марта 1995 года) — австралийская регбистка и игрок в регбилиг, выступавшая на позиции нападающей второй линии. Играла за клуб по регбилиг «Сент-Джордж Иллаварра Дрэгонс» в Женском чемпионате НРЛ и за клуб по регбилиг «Кроналла-Сазерленд Шаркс» в чемпионате Нового Южного Уэльса. В прошлом играла в женском чемпионате Супер W за «Мельбурн Ребелс».

## Регбийная карьера

### Университет Линденвуд
Родилась в Виндзоре, в Новом Южном Уэльсе. Занималась лёгкой атлетикой, теннисом, баскетболом и тач-регби. В возрасте 17 лет она отправилась на просмотр в Сидней, где один из тренеров, имевший связи в Регби США, предложил ей заняться таким видом спорта, как регби-7: Джорджия поступила в Университет Линденвуда (Сент-Луис, штат Миссури), выиграв спортивную стипендию сроком на пять лет. Свою карьеру в регби-7 она начала в 2014 году: в матче против команды Университета Нотр-Дам Джорджия пошла в первый за встречу захват и столкнулась с противницей, разбив себе нос в кровь, однако после стычки встала и продолжила играть в том же темпе, несмотря на обильное кровотечение. Позже она совершила ещё один захват, прежде чем Джорджию убрали с поля: как было установлено, у спортсменки был перелом носа.
Видео столкновения, которое было выложено в Интернет на странице Регби США в Facebook, позже стало вирусным и набрало свыше 1,7 млн. просмотров (более 1,8 млн. к 31 августа 2021 года). Комментируя это видео, Джорджия высказывала предположения, что видео поднимет интерес к женскому регби-7 в мире. Позже в Интернете стали появляться варианты видео, одним из наиболее популярных стал монтаж с Пейдж и португальским футболистом Криштиану Роналду: авторы иронически выбрали для сравнения эпизод игры между «Реалом» и «Миланом», когда один из игроков «Милана» схватил за шею Криштиану Роналду, а тот слишком картинно упал на газон, при этом закрывая лицо руками.

### Университетские клубы Австралии
Спустя год Пейдж отчислилась из университета Линденвуда, узнав, что её степень бакалавра не будет признана в системе образования Австралии, и вынуждена была вернуться в Австралию. По возвращении она выступала за команду по регби-7 при университете Бонда. Также она играла за регбийную команду университета Квинсленда, где играла за команду по регби-7, но в первом же турнире, который состоялся в 2015 году, сломала ногу и пропустила, по собственным словам, от 8 до 10 недель. После восстановления Пейдж спустя некоторое время получила ещё одну травму — разрыв мениска, вследствие чего ей потребовалось хирургическое вмешательство. Она провела два сезона подряд без травм, хотя, по собственным словам, получила столько повреждений, сколько не получают некоторые спортсмены за карьеру.

### Мельбурн Ребелс
Какое-то время Пейдж провела в расположении женской команды «Квинсленд Редс». В 2019 году она переехала в Мельбурн, где прошла просмотр в женской секции клуба «Мельбурн Ребелс», игравшего в Супер Регби (женская команда играла в чемпионате Супер W). Она успешно прошла просмотр и вошла в команду, где играли такие звёзды, как Меретиана Робинсон и Джорджия Кормик. Играя за клуб, Пейдж рассчитывала пробиться в женскую сборную Австралии. Сыграла всего 4 матча.

## Карьера в регбилиг
В 2020 году Пейдж вернулась в Сидней и перешла в регбилиг (регби-13), став игроком команды «Кроналла-Сазерленд Шаркс» и начав в её составе играть в чемпионате Нового Южного Уэльса. 23 сентября 1920 года она стала игроком женской команды «Сент-Джордж Иллаварра Дрэгонс», выступающей в женском первенстве Национальной регбийной лиги. Её дебют состоялся во втором туре первенства против клуба «Брисбен Бронкос» (поражение 4:18). 25 ноября 2021 года она подписала контракт с клубом «Ньюкасл Найтс», отыграв 4 матча за команду перед окончанием сезона.
В 2022 году из-за травмы лодыжки она оставила большой спорт, сконцентрировавшись на профессиональной карьере врача-остеопата.

## Вне регби
Пейдж окончила университет Южного Креста по специальности «врач-остеопат», собираясь заниматься медицинской практикой после завершения карьеры спортсменки. У неё есть собака — австралийская овчарка по кличке Чарли, за которой присматривала Робинсон в клубе «Ребелс».